# المقنع (الشيخ الصدوق)
المقنع هو كتاب حديثي شيعي كتبه الشيخ الصدوق، يعتبر الكتاب من أهم الكتب الحديثية عند الشيعة الإثنا عشرية ويحتوي على العديد من الروايات التي تخص الشيعة في استنباط الحكم الشرعي وهو في الواقع رسالة فتوائية للشيخ الصدوق، المتوفي سنة 381 حيث دوّن ألفاظه من متون الأحاديث. سماه كتاب المقنع «لقنوع من يقرأه بما فيه». لا توجد معلومات دقيقة لتاريخ تأليف الكتاب لكن مع وجود بعض القرائن كعبارة (قال والدي رحمة الله) حيث توفى والده في السنة 329، يبين أن والده كان قد توفى في ذلك الزمان، فتأليف الكتاب كان بعد سنة 329.

## محتويات الكتاب
يشتمل الكتاب على دورة كاملة فقهية من مبحث الطهارة إلى مبحث الديات حيث جعل كل هذه المباحث ضمن أبواب مختلفة وحذف الأسانيد منه لئلاّ يثقل حمله ولا يصعب حفظه، إذ كان ما يبيّنه فيه في الكتب الأُصولية موجوداً مبيّناً على المشائخ العلماء الفقهاء الثقات، كما قال في مقدمة الكتاب، وألفق المؤلف مباحث كتلفيق الأحكام الشرعية لمبطلات الوضوء والغسل ومستحباته وأحيانا ذكر بعض المباحث في مباحث اخر. وكانت طريقته في نقل الروايات هو الاحتياط حتى في تعليقاته المختصرة يستخدم عبارة:«قال المصنف». وفي كثير من الأحيان ينقل المؤلف الروايات من والده علي بن بابوية. واهتمامه للقضايا الأخلاقية جعلته يفتح مبحث في ثواب الأعمال بعد باب الزواج وقبل باب الحج.

## نسخ الكتاب
1. النسخة المحفوظة في المكتبة العامّة المرعشي النجفي.
2. النسخة المحفوظة في المكتبة الرضوية في مشهد، وهي من وقف نادر شاه.
3. النسخة المحفوظة في مكتبة مجلس الشورى الإسلامي في طهران.
4. النسخة المحفوظة في مكتبة جامع گوهر شاد في مشهد وهي من وقف سعيد الطباطبائي.[2]

## وصلات خارجية
- المقنع - الشيخ الصدوق